# Faculté des sciences médicales et paramédicales de Marseille
La faculté des sciences médicales et paramédicales (SMPM) d'Aix-Marseille Université est située à Marseille. La faculté est composée de cinq écoles : médecine, médecine dentaire, maïeutique, sciences de la réadaptation, sciences infirmières.
La faculté propose des formations en partenariat avec l'Assistance publique - Hôpitaux de Marseille, Centre hospitalier universitaire (CHU).

## Historique
Située à Marseille, la faculté a ouvert ses portes dans le quartier de la Timone le 17 mai 1958. Avant cette date, la faculté de médecine était située au palais du Pharo.  

### Antiquité
L'histoire de la faculté remonterait au moins au Ier siècle, avec la création de l’École de Médecine de Marseille par les Grecs. Celle-ci aurait permis la formation de médecins célèbres : Charmis et Crinas médecins de Néron, Démosthène Philatèle... La renommée de cette école rayonne jusqu'à Rome, où la médecine grecque peine alors à émerger. 
A partir du IIIᵉ siècle, l'École semble toutefois péricliter, et ne survivra finalement pas au démantèlement de l'Empire romain d'Occident. 

### Moyen-Âge
L'École de médecine de Marseille disparaît au Vᵉ  siècle avec l'université, mais l'enseignement de la médecine se poursuit par compagnonnage.

### Lumières et Révolution
Si une Faculté de Médecine est fondée à Aix en 1413, il faut attendre 1645 pour que les médecins marseillais s'organisent en collège. Seuls les médecins agrégés au collège peuvent exercer la médecine. Les chirurgiens, quant à eux, se regroupent en corporation à partir de 1525. En 1769, la signature par Louis XV des Statuts et règlements pour le collège des maîtres en chirurgie de la ville, faubourg, districts et territoire de Marseille officialise la création d'un « collège des maîtres en chirurgie ». Le collège s'installe à l'Hôtel-Dieu à partir de 1790.
A la Révolution, les décrets de la Convention nationale de 1793 suppriment les facultés, écoles et collèges, jugés trop corporatistes. La loi d'Allarde du 17 mars 1791 ouvre la voie à une liberté totale de l'exercice de la médecine.

### Consulat, Empire etXIXesiècle
Face à la prolifération des charlatans et au besoin de médecins militaires, Napoléon réorganise la profession médicale à partir de 1803 : « nul ne pourra embrasser la profession de médecin, chirurgien ou d’officier de santé sans être examiné et reçu ». Trois facultés de médecine sont alors créées (Paris, Strasbourg et Montpellier).
À Marseille, Napoléon signe le 7 mai 1808 l'établissement de l'École de médecine et de pharmacie dans l'hôpital de l'Hôtel-Dieu. L'école ouvre ses portes en 1818, dispensant des cours théoriques et pratiques de médecine, de chirurgie et de pharmacie, ainsi qu'un cours d'accouchement pour les sages-femmes et qu'une préparation à l'internat des hôpitaux de Marseille. Les premiers enseignants sont issus de l'ancienne école de chirurgie de l'Hôtel-Dieu. Les études médicales durent alors quatre ans : les étudiants font les trois premières années de leur cursus à Marseille, mais ils doivent ensuite aller dans une ville de faculté pour suivre la quatrième année et soutenir la thèse de doctorat.
En 1876, l'école devient « École de plein exercice » : les étudiants peuvent à présent y suivre la totalité du cursus. Les locaux de l'Hôtel-Dieu ne suffisant plus à assurer à la fois les soins des malades et l'apprentissage, l'enseignement clinique se déplace au Pavillon Daviel, l'ancien palais de justice, en face de l'Hôtel-Dieu. Mais les étudiants toujours se rendre dans une ville de faculté pour soutenir leur thèse.
Le nombre d'étudiants augmentant toujours plus, un nouveau déménagement a lieu en 1893 : l'École de Médecine et de Pharmacie s'installe dans le Palais du Pharo.

### XXesiècle: de l'École de plein exercice à la Faculté
Un projet de transformation de l'École de plein exercice en Faculté émerge dès les années 1860-1870, alors que la France manque de médecins et que l'école de médecine de Marseille gagne en importance. Les blocages sont toutefois nombreux, notamment de la part des Facultés de médecine de Paris et Montpellier qui voient en une potentielle Faculté de médecine marseillaise une rivale malvenue.
Il faut attendre le 11 avril 1922 pour que le président Mitterand signe le décret de la création d'une « Faculté mixte de médecine générale et coloniale et de pharmacie à Marseille », et le 1er mai 1930 pour que la Faculté ouvre officiellement. La Faculté comporte alors dix-huit chaires.
La Faculté occupe le Palais du Pharo et son pavillon annexe jusqu'en 1958. Très vite cependant, les locaux se révèlent insuffisants. C'est à la demande de Georges Morin, doyen de la Faculté de 1952 à 1967, qu'un projet de construction de nouveaux bâtiments dans le quartier de la Timone est entrepris. Le projet, confié à l'architecte René Egger sur le terrain de l'ancien hôpital psychiatrique de la Timone, permet de réunir tous les enseignements et les laboratoires sur un seul site. Le nouveau campus est inauguré en 1958, après trois ans de travaux.
En 1970 est créée la Faculté d'Odontologie : elle s'installe dans le pavillon de propédeutique du campus Timone. La même année, le secteur Nord de la Faculté de Médecine est ouvert sur le site d'Hôpital Nord.
En 1972, la Faculté de Pharmacie devient autonome et s'installe dans un nouveau bâtiment en tripode conçu par René Egger.

### Époque contemporaine
En 2012, le département universitaire des sciences infirmières a été créé, à la suite d'une « convention de partenariat pour l’organisation des formations en soins infirmiers conduisant à la collation du grade de licence ».
En 2015, « Le classement 2015 des facs de médecine » du magazine L'Étudiant indique un taux de réussite toutes filières confondues parmi les plus bas de France avec 18.08 % de passage en deuxième année. Selon le Pr Georges Leonetti (Doyen de la faculté), ce faible taux vient d'une décision du ministère visant à limiter le numerus clausus dans les régions considérées en sur-dotation médicale. Il estime aussi que les étudiants ont deux fois plus de chances de réussir à Caen ou Brest qu'à Marseille.
En 2017, « Le classement 2017 des facs de médecine » du magazine L'Étudiant donne un taux de réussite toutes filières confondues de 12.10 % ; ce qui est le taux le plus bas parmi les universités ayant répondu au magazine.
En 2017, après l'attaque terroriste de la gare Saint-Charles de Marseille, commise envers une étudiante de la faculté et sa cousine, une plaque commémorative est placée dans les jardins de l’établissement.
Le 12 décembre 2017, le corps d'une jeune étudiante est retrouvé dans sa chambre après qu'elle se fut suicidée en pleine période d'examens — la cause serait une éventuelle surcharge de travail — ; une cellule psychologique a été mise en place pour soutenir les étudiants et les équipes pédagogiques.
Suite à l'universitarisation des professions paramédicales et de la maïeutique, la Faculté de Médecine devient Faculté des Sciences Médicales et Paramédicales (SMPM) en 2018.

## Formation initiale
À Marseille, la première année commune aux études de santé (médecine, pharmacie, odontologie, maïeutique et masso-kinésithérapie) donne également accès par convention à l'institut de formation de manipulateurs en électroradiologie médicale de l'AP-HM et de l'institut supérieur de rééducation psychomotrice.
Chaque année, 3 000 étudiants en moyenne s’inscrivaient en première année, ensuite les numerus clausus s’appliquaient individuellement pour chaque filière. Ce chiffre était stable d’année en année. Depuis la réforme des études de santé, 1500 étudiants candidatent en filière PASS ( Parcours Accès Spécifique Santé). D'autres candidats proviennent des filières LAS (Licence Accès Santé). Le numérus apertus s'applique pour déterminer le nombre d'étudiants acceptés dans chaque filière. 
Dans le cadre du cursus paramédical, sont également proposées des formations en audioprothésiste, ergothérapie, masso-kinésithérapie, orthophonie, orthoptie, pédicurie-podologie.
L'universitarisation des professions paramédicales a donné l'occasion à l'université d'Aix-Marseille de délivrer le grade de licence dans cette profession.
- En février 2011, Yvon Berland, président d'AMU et président de l'observatoire national des professions de santé, a rendu, aux ministres de la santé et de l'enseignement supérieur et de la recherche, un rapport co-écrit avec Laurent Hénart et Danielle Cadet relatif aux métiers en santé de niveau intermédiaire intitulé Professionnels d’aujourd’hui et nouveaux métiers : des pistes pour avancer[32].
- En avril 2011, a été signée à Marseille une « convention de partenariat pour l’organisation des formations en soins infirmiers conduisant à la collation du grade de licence »[33].
- En 2012, a été créé le département universitaire des sciences infirmières[34].

## Formation continue
L'Unité mixte de formation en santé (UMFCS) assure le développement professionnel continu (DPC) pour toutes les professions de santé, ainsi que des formations courtes et des formations diplômantes. L’UMFCS développe des partenariats avec le service universitaire de formation tout au long de la vie (SUFA) dans le cadre de la validation des acquis.
L’université des patients propose une formation diplômante, le certificat universitaire d'éducation thérapeutique pour patients experts.

## Recherche
La recherche à la faculté des sciences médicales et paramédicales de Marseille occupe 18 équipes de recherche labellisées, en partenariat avec l’Inserm, le CNRS, l’IRD, l’IFSTTAR et le ministère des Armées, dans les domaines de la recherche biomédicale tels que les maladies infectieuses, les neurosciences, la nutrition/vasculaire, la génétique, l'oncologie/immunologie, les sciences humaines et sociales/santé publique, la résonance magnétique/imagerie, l'anthropologie, la biomécanique.
L'institut hospitalo-universitaire « Méditerranée-Infection » a ouvert début 2017 dans un nouveau bâtiment de 25 000 m2. Abritant 700 salariés, c'est « d'abord un hôpital de recherche » selon le professeur Didier Raoult, à l'origine du projet. Il est dédié au diagnostic, à la prise en charge et à l’étude des maladies infectieuses y compris les soins, la recherche et l’enseignement. L'institut a pour membres fondateurs, outre Aix Marseille Université (AMU), l'Assistance publique - Hôpitaux de Marseille (AP-HM), BioMérieux, l'Établissement français du sang (EFS), et l'Institut de recherche pour le développement (IRD), le Service de santé des armées (SSA).

## Relations internationales
Le service des relations internationales favorise la création, le développement et l'entretien de relations entre la faculté et les structures hospitalo-universitaires dans le monde.

## Campus Santé
La faculté des sciences médicales et paramédicales est implantée sur deux sites :

### Secteur Centre (Timone)
Sur un terrain de 57 273 m2, dans le 5e arrondissement de Marseille, sont implantées les facultés de médecine, pharmacie et odontologie. Le bâtiment de la faculté de médecine, conçu par l'architecte René Egger, a obtenu le label « Patrimoine du XXe siècle » en 2014.
Sur ce site sont également implantés :
- l'institut de neurosciences de la Timone ;
- le centre européen d'imagerie médicale (CERIMED) ;
- et un bâtiment pédagogique mutualisé (médecine, odontologie, pharmacie) ouvert en 2015. Ce bâtiment (« le pavillon d'or ») a été conçu par l'architecte Corinne Vezzoni, lauréate du Prix de la femme architecte 2015.

Ce secteur est associé à une importante structure hospitalière :
- le centre hospitalier de la Timone (hôpital adultes et hôpital enfants) ;
- l'hôpital de la Conception ;
- les hôpitaux Sud : l'hôpital Sainte-Marguerite et l'hôpital Salvator ;
- le centre régional de lutte contre le cancer (institut Jean Paoli et Irène Calmettes) ;
- l'Institut hospitalo-universitaire Méditerranée infection (ouverture en 2016).

### Secteur Nord
Située sur un terrain de 63 124 m2, dans le 15e arrondissement de Marseille, le site Nord de la faculté accueille l’Ecole de maïeutique, l’Ecole des sciences infirmières, certaines formations de l’Ecole des sciences de la réadaptation : ergothérapie et pédicurie-podologie (y compris la clinique de soins en pédicurie-podologie). La bibliothèque de médecine-maïeutique y est implantée.
Ce site voisine avec l'hôpital Nord et le pavillon « Mère-Enfant ».